# Dédalo (1901)
Dédalo – okręt Hiszpańskiej Marynarki Wojennej oficjalnie zaklasyfikowany jako tender wodnosamolotów (transporte di hidroaviones). „Dédalo” był jedynym okrętem w historii wyposażonym zarówno do obsługi wodnosamolotów jak i dwóch rodzajów aerostatów – balonów i sterowców. Był jednym z dwóch okrętów, na których zamontowano maszt do cumowania sterowców (drugim był amerykański USS „Patoka”) oraz pierwszym, na pokładzie którego wylądował i z którego wystartował wiatrakowiec.

## Historia
W toku I wojny światowej w neutralnych hiszpańskich portach internowano pewną liczbę niemieckich statków handlowych, w tym 23 października 1914 roku frachtowiec „Neuenfels”, płynący z Bombaju, który na skutek blokady morskiej zdecydował nie wracać do Niemiec. Statek zbudowany był w 1901 roku w angielskiej stoczni Wigham Richardson & Company w Newcastle i w służbie niemieckiej nosił nazwę „Neuenfels”. Należał do czterech bliźniaczych statków, zbudowanych na zamówienie przedsiębiorstwa Hansa, o numerach budowy 373 do 376. Został odebrany przez zamawiającego 3 października 1901 roku.
Pod koniec wojny Niemcy zgodziły się przekazać Hiszpanii sześć frachtowców jako rekompensatę za hiszpańskie statki zatopione przez U-Booty; statki te miały być zarządzane przez państwową agencję, żeby nie były używane przeciw Niemcom. Otrzymały one tymczasowe oznaczenia „España No. 1” do „España No. 6”, a szóstym z nich stał się 23 października 1918 roku  „Neuenfels”. Do eksploatacji w tym charakterze wszedł jednak dopiero po remoncie w 1919 roku, już po wojnie. W 1921 „España No. 6” została przekazana dla marynarki hiszpańskiej (Armada Española) w celu przebudowy na tender wodnosamolotów/balonowiec. 
Przebudowa frachtowca rozpoczęła się we wrześniu 1921 w hiszpańskiej stoczni Talleres Nuevo Vulcano w Barceonie pod kierownictwem projektanta morskiego Jacinta Veza oraz capitán de corbeta Pedra Carony. 1 maja 1922 okręt otrzymał nazwę „Dédalo” na cześć mitologicznego Dedala. Prace wykończeniowe i instalację uzbrojenia przeprowadzono w Kartagenie.

## Opis konstrukcji
Okręt skonstruowany został jak typowy frachtowiec, napędzany pojedynczą czterocylindrową maszyną parową potrójnego rozprężania, o mocy 2200 KM. Parę dostarczały trzy kotły cylindryczne trójpaleniskowe, z mechanicznym podawaniem węgla (stokerem). Maszyna napędzała jedną czterołopatową śrubę o średnicy 5,87 m. Prędkość maksymalna wynosiła ok. 10 węzłów, zapas węgla wynoszący 940 ton pozwalał na pokonanie 3000 mil przy szybkości maksymalnej. Rufowa część okrętu była pokryta platformą o wymiarach 60 × 16,75 m przeznaczoną do obsługi wodnosamolotów, w jej przedniej części znajdowała się także winda do transportu samolotów pod pokład. Pod pokładem znajdował się hangar i warsztaty. Do opuszczania i podnoszenia samolotów z wody służyły dwa żurawie. Na okręcie mogło znajdować się do 25 wodnosamolotów. Okręt zabierał 231 tysięcy litrów benzyny lotniczej.
Początkowo na okręcie służyły włoskie wodnosamoloty Savoia S.16 i Macchi M.18, w 1924 częściowo zastąpione przez brytyjskie Supermarine Scarab.
Pod pokładem przechowywano dwa balony obserwacyjne o pojemności 1200 m³ oraz urządzenia do wytwarzania i kompresji wodoru.
Na dziobie okrętu zbudowano wysoki maszt służący do cumowania sterowców, gdyż nie przewidziano miejsca na ich składowanie. Sterowce noszące oznaczenia „SCA.1” i „SCA.2”, zbudowane przez włoskie zakłady Stabilimento Costruzioni Aeronautica, miały 42,7 długości i 1500 m³ pojemności.
Główne uzbrojenie w postaci dwóch niemieckich armat kalibru 105 mm Krupp Modelo 1897 (niemieckie SKL/37 C/97), o długości lufy L/35, umieszczono na dziobie, po obu burtach. Uzupełniały je dwie armaty 57 mm Nordenfelt na rufie pod pokładem lotniczym. Działa pochodziły ze starego krążownika „Rio de la Plata”. Okręt nie miał artylerii przeciwlotniczej.

## Służba
Po wejściu do służby „Dédalo” wraz z przestarzałymi krążownikiem „Rio de la Plata” i niszczycielem „Audaz” sformowały jednostkę noszącą nazwę Division Naval Aeronáutica. W następnych latach „Dédalo” wziął udział w szeregu ćwiczeń i manewrów, w listopadzie 1923 odwiedził Włochy.
Już 6 sierpnia 1922 roku lotnictwo „Dédalo” weszło po raz pierwszy do akcji, bombardując pozycje Rifenów w Maroku. Operacje te powtarzały się przez dalsze trzy lata, a okręt także brał udział w ostrzeliwaniu wybrzeża Maroka. 3 września 1925 „Dédalo” wziął udział w desancie morskim pod Al-Husajma w czasie inwazji sił francuskich i hiszpańskich na Republikę Rifu i w czasie późniejszych walk o stolicę republiki – Ajdir. W czasie kampanii wyszły na jaw problemy z obsługą dużej liczby wodnosamolotów, które musiały być opuszczane z pokładu na powierzchnię wody przed każdym startem, jako że „Dédalo” nie był wyposażony w katapultę. Dodatkowo szybki rozwój lotniskowców skazał okręty-bazy wodnosamolotów, takie jak „Dédalo”, na szybkie odejście do lamusa historii.
Okręt nie był eksploatowany przez większą część lat 30. Wyjątkiem był udany eksperyment, jaki przeprowadzono na nim 7 marca 1934 – wynalazca i konstruktor Juan de la Cierva wylądował na pokładzie „Dédalo” zbudowanym przez siebie wiatrakowcem, a następnie wystartował – był to pierwszy udany lot wiropłatu z pokładu okrętu. 1 stycznia 1935 roku okręt został wycofany do rezerwy. Przez rok był jeszcze używany jako hulk  przez szkołę elektryków i telegrafistów, po czym 11 stycznia 1936 został skreślony z listy floty.
„Dédalo” nie był używany przez żadną ze stron w czasie hiszpańskiej wojny domowej. We wrześniu 1936 roku okręt oglądała komisja rządu republikańskiego, lecz został uznany za nienadający się do wykorzystania. Został odholowany do złomowania w pobliże Sagunto, gdzie  następnie zatonął na płytkiej wodzie z powodu zbombardowania 18 lipca 1937 przez niemieckie wodnosamoloty Heinkel He 59, względnie złego stanu kadłuba. Po wygranej wojnie domowej, nacjonaliści przejęli półzatopiony okręt, po czym formalnie skreślili go 27 lutego 1940 z listy floty i przeznaczyli do złomowania. 11 grudnia 1941 przywrócono okrętowi pływalność i został odholowany do Walencji. W toku złomowania naruszono elementy konstrukcji i w lecie 1943 roku kadłub pękł i zatonął. Został po tym wysadzony w powietrze, aby nie blokował zatoki.